# Алькорта, Рафаэль
Рафаэ́ль Алько́рта Марти́нес (исп. Rafael Alkorta Martínez; 16 сентября 1968, Бильбао) — испанский футболист, защитник баскского происхождения. Участник трёх чемпионатов мира в составе сборной Испании.

## Карьера
Алькорта начал играть за молодёжный состав «Атлетика» из Бильбао в 1978 году, за дублирующий состав «Атлетика» впервые сыграл в 1985 году, отыграв 40 матчей за дубль, прежде чем был выпущен на поле тренером «Атлетика» Говардом Кенделлом 24 октября 1987 года в проигранном матче с «Вальядолидом».
Впоследствии он закрепился в основном составе и провёл 172 матча за основу. Хорошей игрой в обороне Алькорта привлекает внимание мадридского «Реала», в котором дебютирует в 1993 году, сформировав известный тандем центра обороны с Фернандо Йерро. Сыграв за «Реал» 107 матчей и дважды выиграв чемпионат, Алькорта возвращается в «Атлетик» и заканчивает там карьеру в 2004 году.
В сборной Испании Алькорта дебютирует 26 мая 1990 года в матче с Югославией. Всего он провёл за сборную 54 матча, играя на 3-х чемпионатах мира и одном чемпионате Европы. Он играл и за младшие сборные Испании: U-16, U-18, U-21.

## Достижения
- Чемпион Испании: 1995, 1997
- Обладатель Суперкубка Испании: 1994